# Caiac canoe la Jocurile Olimpice de vară din 2024 - C-1 200 m feminin
Proba feminină de canoe C-1 200 de metri de la Jocurile Olimpice de vară din 2024 a avut loc în perioada 8-10 august 2024 pe Stadionul Nautic Olimpic Național din Île-de-France, aflat la aproximativ 30 de kilometri de Paris.

## Program
Orele sunt ora Franței (UTC+1) 
| Data                    | Timp        | Etapă                    |
| ----------------------- | ----------- | ------------------------ |
| Joi, 8 august 2024      | 10:30 12:40 | Serii Sferturi de finală |
| Sâmbătă, 10 august 2024 | 11:40 13:40 | Semifinale Finale        |

## Rezultate

### Calificări

#### Seria 1
| Loc | Culoar | Canotoare           | Țară                 | Timp    | Note |
| --- | ------ | ------------------- | -------------------- | ------- | ---- |
| 1   | 5      | Dorota Borowska     | Polonia              | 47,92   | CSE  |
| 2   | 6      | Valdenice Conceição | Brazilia             | 48,57   | CSE  |
| 3   | 4      | Lisa Jahn           | Germania             | 48,92   | CSF  |
| 4   | 2      | Yinnoly López       | Cuba                 | 49,27   | CSF  |
| 5   | 8      | Beauty Otuedo       | Nigeria              | 55,77   | CSF  |
| 6   | 3      | Hermínia Teixeira   | São Tomé și Príncipe | 59,44   | CSF  |
| 7   | 7      | Raina Taitingfong   | Guam                 | 1:05,90 | CSF  |

#### Seria 2
| Loc | Culoar | Canotoare           | Țară                       | Timp  | Note |
| --- | ------ | ------------------- | -------------------------- | ----- | ---- |
| 1   | 6      | Nevin Harrison      | Statele Unite ale Americii | 45,70 | CSE  |
| 2   | 3      | Yuliya Trushkina    | AIN                        | 46,15 | CSE  |
| 3   | 5      | Lin Wenjun          | China                      | 46,84 | CSF  |
| 4   | 8      | Anastasiia Rybachok | Ucraina                    | 47,04 | CSF  |
| 5   | 2      | Karen Roco          | Chile                      | 47,55 | CSF  |
| 6   | 4      | Manuela Gómez       | Columbia                   | 49,87 | CSF  |
| 7   | 7      | Maria Olărașu       | Republica Moldova          | 50,14 | CSF  |

#### Seria 3
| Loc | Culoar | Canotoare        | Țară              | Timp  | Note |
| --- | ------ | ---------------- | ----------------- | ----- | ---- |
| 1   | 2      | Sophia Jensen    | Canada            | 46,80 | CSE  |
| 2   | 5      | Antía Jácome     | Spania            | 47,35 | CSE  |
| 3   | 3      | Nilufar Zokirova | Uzbekistan        | 48,98 | CSF  |
| 4   | 8      | Daniela Cociu    | Republica Moldova | 49,14 | CSF  |
| 5   | 7      | Olesia Romasenko | AIN               | 49,83 | CSF  |
| 6   | 4      | Ayomide Bello    | Nigeria           | 49,85 | CSF  |
| 7   | 6      | Combe Seck       | Senegal           | 54,76 | CSF  |

#### Seria 4
| Loc | Culoar | Canotoare        | Țară    | Timp  | Note |
| --- | ------ | ---------------- | ------- | ----- | ---- |
| 1   | 5      | Katie Vincent    | Canada  | 47,22 | CSE  |
| 2   | 2      | María Corbera    | Spania  | 47,74 | CSE  |
| 3   | 7      | Ágnes Kiss       | Ungaria | 48,00 | CSF  |
| 4   | 4      | Liudmyla Luzan   | Ucraina | 48,42 | CSF  |
| 5   | 6      | Eugénie Dorange  | Franța  | 49,22 | CSF  |
| 6   | 3      | Nguyễn Thị Hương | Vietnam | 49,74 | CSF  |

#### Seria 5
| Loc | Culoar | Canotoare              | Țară      | Timp  | Note |
| --- | ------ | ---------------------- | --------- | ----- | ---- |
| 1   | 4      | Yarisleidis Cirilo     | Cuba      | 45,94 | CSE  |
| 2   | 5      | María Mailliard        | Chile     | 46,50 | CSE  |
| 3   | 6      | Kincső Takács          | Ungaria   | 46,60 | CSF  |
| 4   | 2      | Katarzyna Szperkiewicz | Polonia   | 47,49 | CSF  |
| 5   | 3      | Mariya Brovkova        | Kazahstan | 48,43 | CSF  |
| 6   | 7      | Maike Jakob            | Germania  | 48,67 | CSF  |

### Sferturi de finală

#### Sfert de finală 1
| Loc | Culoar | Canotoare              | Țară                 | Timp    | Note |
| --- | ------ | ---------------------- | -------------------- | ------- | ---- |
| 1   | 6      | Anastasiia Rybachok    | Ucraina              | 47,11   | CSE  |
| 2   | 4      | Ágnes Kiss             | Ungaria              | 47,13   | CSE  |
| 3   | 3      | Katarzyna Szperkiewicz | Polonia              | 47,74   |      |
| 4   | 7      | Olesia Romasenko       | AIN                  | 47,92   |      |
| 5   | 5      | Lisa Jahn              | Germania             | 48,55   |      |
| 6   | 8      | Nguyễn Thị Hương       | Vietnam              | 49,09   |      |
| 7   | 1      | Maria Olărașu          | Republica Moldova    | 52,03   |      |
| 8   | 2      | Hermínia Teixeira      | São Tomé și Príncipe | 1:00,28 |      |

#### Sfert de finală 2
| Loc | Culoar | Canotoare         | Țară       | Timp    | Note |
| --- | ------ | ----------------- | ---------- | ------- | ---- |
| 1   | 6      | Liudmyla Luzan    | Ucraina    | 47,42   | CSE  |
| 2   | 3      | Karen Roco        | Chile      | 47,73   | CSE  |
| 3   | 5      | Nilufar Zokirova  | Uzbekistan | 48,47   |      |
| 4   | 7      | Mariya Brovkova   | Kazahstan  | 48,61   |      |
| 5   | 4      | Yinnoly López     | Cuba       | 48,76   |      |
| 6   | 2      | Ayomide Bello     | Nigeria    | 49.24   |      |
| 7   | 8      | Raina Taitingfong | Guam       | 1:01,17 |      |

#### Sfert de finală 3
| Loc | Culoar | Canotoare       | Țară              | Timp    | Note |
| --- | ------ | --------------- | ----------------- | ------- | ---- |
| 1   | 5      | Kincső Takács   | Ungaria           | 47,47   | CSE  |
| 2   | 4      | Lin Wenjun      | China             | 48.13   | CSE  |
| 3   | 6      | Daniela Cociu   | Republica Moldova | 48,93   |      |
| 4   | 2      | Manuela Gómez   | Columbia          | 49,54   |      |
| 5   | 7      | Eugénie Dorange | Franța            | 49,67   |      |
| 6   | 8      | Maike Jakob     | Germania          | 51,40   |      |
| 7   | 1      | Combe Seck      | Senegal           | 53,82   |      |
| 8   | 3      | Beauty Otuedo   | Nigeria           | 1:01,82 |      |

### Semifinale

#### Semifinala 1
| Loc | Culoar | Canotoare          | Țară    | Timp  | Note |
| --- | ------ | ------------------ | ------- | ----- | ---- |
| 1   | 3      | Yarisleidis Cirilo | Cuba    | 45,31 | FA   |
| 2   | 6      | Yuliya Trushkina   | AIN     | 45,32 | FA   |
| 3   | 4      | Sophia Jensen      | Canada  | 45,66 | FA   |
| 4   | 8      | Lin Wenjun         | China   | 45,70 | FA   |
| 5   | 2      | María Corbera      | Spania  | 45,78 | FB   |
| 6   | 5      | Dorota Borowska    | Polonia | 46,52 | FB   |
| 7   | 7      | Liudmyla Luzan     | Ucraina | 46,67 | FB   |
| 8   | 1      | Ágnes Kiss         | Ungaria | 47,01 | FB   |

#### Semifinala 2
| Loc | Culoar | Canotoare           | Țară                       | Timp  | Note |
| --- | ------ | ------------------- | -------------------------- | ----- | ---- |
| 1   | 5      | Katie Vincent       | Canada                     | 45,01 | FA   |
| 2   | 4      | Nevin Harrison      | Statele Unite ale Americii | 45,30 | FA   |
| 3   | 6      | Antía Jácome        | Spania                     | 45,62 | FA   |
| 4   | 8      | Kincső Takács       | Ungaria                    | 46,37 | FA   |
| 5   | 3      | Valdenice Conceição | Brazilia                   | 46,46 | FB   |
| 6   | 2      | María Mailliard     | Chile                      | 46,76 | FB   |
| 7   | 1      | Karen Roco          | Chile                      | 47,63 | FB   |
| 8   | 7      | Anastasiia Rybachok | Ucraina                    | 47,76 | FB   |

### Finale

#### Finala B
| Loc | Culoar | Canotor             | Țară     | Timp  | Note |
| --- | ------ | ------------------- | -------- | ----- | ---- |
| 9   | 5      | María Corbera       | Spania   | 45,45 |      |
| 10  | 3      | Dorota Borowska     | Polonia  | 46,36 |      |
| 11  | 1      | Ágnes Kiss          | Ungaria  | 46,54 |      |
| 12  | 6      | María Mailliard     | Chile    | 46,77 |      |
| 13  | 4      | Valdenice Conceição | Brazilia | 46,82 |      |
| 14  | 8      | Anastasiia Rybachok | Ucraina  | 47,71 |      |
| 15  | 2      | Karen Roco          | Chile    | 48,25 |      |
| 16  | 7      | Liudmyla Luzan      | Ucraina  | NS    |      |

#### Finala A
| Loc | Culoar | Canotor            | Țară                       | Timp  | Note |
| --- | ------ | ------------------ | -------------------------- | ----- | ---- |
| 1   | 4      | Katie Vincent      | Canada                     | 44,12 |      |
| 2   | 6      | Nevin Harrison     | Statele Unite ale Americii | 44,13 |      |
| 3   | 5      | Yarisleidis Cirilo | Cuba                       | 44,36 |      |
| 4   | 2      | Antía Jácome       | Spania                     | 44,78 |      |
| 5   | 3      | Yuliya Trushkina   | AIN                        | 44,83 |      |
| 6   | 7      | Sophia Jensen      | Canada                     | 45,08 |      |
| 7   | 1      | Lin Wenjun         | China                      | 45,23 |      |
| 8   | 8      | Kincső Takács      | Ungaria                    | 45,68 |      |